# Geonoma chococola
Geonoma chococola är en enhjärtbladig växtart som beskrevs av Jan Gerard Wessels Boer. Geonoma chococola ingår i släktet Geonoma och familjen Arecaceae. Inga underarter finns listade i Catalogue of Life.